# Everetts brilvogel
Everetts brilvogel (Zosterops everetti) is een zangvogel uit de familie Zosteropidae (brilvogels) die voorkomt in de Filipijnen. De naam van de vogel is een eerbetoon aan de verzamelaar van naturalia Alfred Hart Everett.

## Kenmerken
Everetts brilvogel is gemiddeld 11 cm lang met een gele borst en buik. Kenmerkend zijn de grijze vlekken op de flanken die het geel begrenzen. Verder is de vogel van boven olijfgroen, waarbij het groen doorloopt tot op de kruin.

## Verspreiding en leefgebied
Deze vogel komt voor in en nabij de Filipijnen en telt zes ondersoorten:
- Z. e. boholensis: het oosten en midden van de Filipijnen.
- Z. e. everetti: Cebu.
- Z. e. basilanicus: het zuiden van de Filipijnen.
- Z. e. siquijorensis: Siquijor.
- Z. e. mandibularis: Sulu-eilanden.
- Z. e. babelo: Talaudeilanden (Indonesië).

De vogel komt voor in submontaan tropisch bos tot 1000 m boven de zeespiegel.

## Status
De grootte van de populatie is niet gekwantificeerd maar de soort wordt omschreven als algemeen. Op de Rode lijst van de IUCN heeft deze soort de status niet bedreigd.